# Tegevajaro Miyazaki
Tegevajaro Miyazaki (jap. テゲバジャーロ宮崎 Tegebajāro Miyazaki) ist ein japanischer Fußballverein aus Miyazaki in der gleichnamigen Präfektur. Der Verein spielt seit 2021 in der dritten japanischen Liga, der J3 League.

## Geschichte
Der Verein wurde im Jahr 1965 als Kadokawa Club (門川クラブ Kadokawa kurabu) gegründet; zwei weitere Namensänderungen folgten in den Jahren 2004 (zu Andiamo Kadokawa 1965; Andiamo門川1965) und 2007 (zu MSU FC; MSU steht hierbei für „Miyazaki Sportsman United“). Sportlich hielt sich der Erfolg in den ersten Jahrzehnten in Grenzen, erst gegen Ende des ersten Jahrzehnts des 21. Jahrhunderts ging es langsam aufwärts. Im Jahr 2010 gelang der erstmalige Aufstieg in die Kyūshū-Regionalliga, wo MSU FC sich drei Jahre halten konnte. Nach dem Abstieg 2013 folgte nur ein Jahr später der erneute Wiederaufstieg.
Am 20. Januar 2015 erfolgte eine erneute Umbenennung zum heutigen Tegevajaro Miyazaki. Diese wurde nicht zuletzt mit dem Ziel unternommen, schon im Jahr 2017 in der erst einige Jahre zuvor gegründeten J3 League zu spielen. Auch wenn dieses Ziel letztlich zu ambitioniert war, stellte sich der sportliche Erfolg trotzdem allmählich ein. Vizemeisterschaften in der Regionalliga in den Jahren 2015 und 2016 folgte der Titelgewinn im Jahr 2017 und die damit verbundene Qualifikation für die Regionalligen-Finalrunde. Dort erreichte Tegevajaro auf Anhieb die Endrunde und schloss diese auf Platz 2 hinter Cobaltore Onagawa ab. Beide Vereine stiegen daher zur Saison 2018 in die Japan Football League auf. 2020 wurde man Vizemeister der Japan Football League und stieg somit in die dritte Liga auf.

## Vereinsname
Das Wort Tegevajaro ist ein Kofferwort aus drei Begriffen. Tege entspricht im ortsansässigen Dialekt dem japanischen Wort sugoi (すごい), was übersetzt etwa so viel wie „erstaunlich, großartig, wunderbar“ bedeutet. Dazu kommen die zwei spanischen Worte vaca und pajaro, also „Kuh“ bzw. „Hahn“, die auf lokal besonders gezüchtete Rassen ähnlich dem Kobe-Rind Bezug nehmen. Im Vereinswappen finden sich entsprechend im oberen linken Eck ein schwarzes Miyazaki-Rind und im rechten unteren Eck ein schwarzes Miyazaki-Huhn, dazu kommen im rechten oberen Eck eine zinnoberrote Sonne auf hellgelbem Grund und im linken unteren Eck eine stilisierte Darstellung des Miyazaki-Schrein, dem kaiserlichen Shinto-Schrein der Stadt.

## Erfolge
- Kyūshū-Regionalliga

2. Platz: 2015, 2016
1. Platz: 2017  ▲
- Japan Football League

2. Platz: 2020  ▲

## Stadion
Seit dem Aufstieg in die J3 League trägt Tegevajaro seine Heimspiele im 2021 eröffneten Unilever Stadium Shintomi aus, welches ein Fassungsvermögen von 5.354 Zuschauern aufweist. Davor war der Verein auf mehreren Sportanlagen in der Präfektur Miyazaki ansässig; vor allem sind hier das Nobeoka Nishishina Athletic Stadium und das Miyazaki Athletic Stadium zu nennen.
- Koordinaten Unilever Stadium Shintomi: 32° 4′ 23,3″ N, 131° 29′ 30,6″ O
- Koordinaten Nobeoka Nishishina Athletic Stadium: 32° 34′ 14″ N, 131° 38′ 26″ O
- Koordinaten Miyazaki Athletic Stadium: 31° 49′ 28″ N, 131° 26′ 53″ O

## Spieler
Stand: März 2023
| Nr. |       | Position | Name              |
| --- | ----- | -------- | ----------------- |
| 1   | Japan | TW       | Kenta Ishii       |
| 2   | Japan | AB       | Ikiru Aoyama      |
| 3   | Japan | AB       | Kenji Dai         |
| 4   | Japan | AB       | Taishi Nishioka   |
| 5   | Japan | AB       | Ryōta Kitamura    |
| 6   | Japan | MF       | Kenta Ōkuma       |
| 7   | Japan | MF       | Kakeru Aoto       |
| 8   | Japan | MF       | Sōta Higashide    |
| 10  | Japan | MF       | Yūta Shimozawa    |
| 11  | Japan | ST       | Keigo Hashimoto   |
| 13  | Japan | ST       | Tomoya Kitamura   |
| 14  | Japan | MF       | Ryoma Eguchi      |
| 15  | Japan | MF       | Hirotaka Uchizono |
| 16  | Japan | ST       | Daisuke Ishizu    |
| 17  | Japan | AB       | Masaki Ogawa      |
| 18  | Japan | ST       | Ryōhei Yamazaki   |

| Nr. |       | Position | Name              |
| --- | ----- | -------- | ----------------- |
| 19  | Japan | ST       | Rikito Sugiura    |
| 20  | Japan | ST       | Kanta Matsumoto   |
| 21  | Japan | TW       | Rai Shimizu       |
| 22  | Japan | MF       | Jumpei Tanaka     |
| 23  | Japan | ST       | Sōta Satō         |
| 25  | Japan | ST       | Kazuki Takahashi  |
| 26  | Japan | AB       | Tsuyoshi Fujitake |
| 28  | Japan | AB       | Hikaru Manabe     |
| 31  | Japan | MF       | Raiya Kinkawa     |
| 37  | Japan | AB       | Hiroki Okuda      |
| 39  | Japan | AB       | Shintarō Ihara    |
| 41  | Japan | MF       | Haruki Shinjo     |
| 42  | Japan | MF       | Harumi Minamino   |
| 55  | Japan | TW       | Kokoro Aoki       |
| 80  | Japan | ST       | Kazuma Nagata     |
| 99  | Japan | TW       | Shunsuke Ueda     |

## Trainerchronik
Stand: August 2020
| Trainer           | Nation | von             | bis             |
| ----------------- | ------ | --------------- | --------------- |
| Nobuhiro Ishizaki | Japan  | 1. Februar 2017 | 21. Juni 2018   |
| Keiji Kuraishi    | Japan  | 22. Juni 2018   | 31. Januar 2021 |
| Naruyuki Naitō    | Japan  | 1. Februar 2021 | 31. Januar 2022 |
| Yasushi Takasaki  | Japan  | 1. Februar 2022 | heute           |

## Saisonplatzierung
| Saison | Liga | Teams | Pos. | Zuschauer | J. League Cup      | Kaiserpokal         |
| ------ | ---- | ----- | ---- | --------- | ------------------ | ------------------- |
| 2015   | KSL  | 10    | 2.   |           | –                  | –                   |
| 2016   | KSL  | 10    | 2.   |           | –                  | –                   |
| 2017   | KSL  | 11    | 1. ▲ |           | –                  | –                   |
| 2018   | JFL  | 16    | 12.  |           | –                  | 2. Runde            |
| 2019   | JFL  | 16    | 5.   |           | –                  | –                   |
| 2020   | JFL  | 16    | 2. ▲ |           | –                  | 1. Runde            |
| 2021   | J3   | 15    | 3.   | 1.124     | –                  | –                   |
| 2022   | J3   | 18    | 9.   | 1.268     | –                  | Qualifikationsrunde |
| 2023   | J3   | 20    | 19.  | 1.552     | –                  | 2. Runde            |
| 2024   | J3   | 20    | 15.  | 1.165     | 1. Runde (Runde 1) | 3. Runde            |
| 2025   | J3   | 20    |      |           |                    |                     |

JFL: Japan Football League (4. Ligaebene)
KSL: Kyūshū Soccer League (5. Ligaebene)